# Ioan I al Portugaliei
Ioan I al Portugaliei, supranumit Cel Bun (în portugheză João, n. 11 aprilie 1357, Lisabona, Portugalia – d. 14 august 1433, Lisabona, Portugalia), a fost al zecelea rege al Portugaliei, și primul care a folosit titlul de „Lord de Ceuta”.

## Biografie
Ioan I fost fiul nelegitim al regelui Petru I al Portugaliei rezultat din relația cu o nobilă galiciană, Teresa Lourenço. În 1364 a devenit Mare Maestru al Ordinului militar al Sfântului Benedict de Aviz. A devenit rege în 1385 în urma Crizei din 1383–1385.
După moartea fratelui său vitreg, fostul rege Ferdinand I al Portugaliei, în octombrie 1383, în lipsa vreunui fiu al acestuia, s-au făcut eforturi pentru a asigura succesiunea singurei fiice a lui Ferdinand, Beatrice. Deși din motive politice ea se căsătorise cu regele Ioan I al Castiliei, poporul nu era de acord cu acel mariaj, care ar fi însemnat unirea politică a Portugaliei cu Castilia. Criza din 1383–1385 a fost de fapt o perioadă de anarhie politică, în care niciun rege nu a guvernat țara.
Pe 6 aprilie 1385 consiliul regatului (cortes în portugheză) s-a întrunit la Coimbra, și l-a declarat pe Ioan, Maestru de Aviz, rege al Portugaliei. Acea decizie însemna de fapt o declarație de război împotriva Castiliei, și pretențiilor sale asupra tronului portughez. La puțin timp după, regele Castiliei a invadat Portugalia, cu scopul de a cuceri Lisabona și a-l înlătura pe Ioan I de pe tron. Ioan al Castiliei a fost acompaniat de cavaleri francezi aliați, în timp ce trupe și generali englezi au luptat de partea lui Ioan (vezi Războiul de o sută de ani). Ioan l-a numit atunci pe Nuno Alvares Pereira, susținătorul său loial și talentat, general și protector al Regatului. Invazia a fost respinsă în timpul verii, după Bătălia de la Atoleiros, dar în special în urma bătăliei decisive de la Aljubarrota, din 14 august 1385, în care armata castiliană a fost practic anihilată. Ioan I al Castiliei s-a retras definitiv, și poziția lui Ioan I al Portugaliei a fost asigurată. 
Pe 11 februarie 1387, Ioan s-a căsătorit cu Filipa de Lancaster, fiica lui Ioan de Gaunt, care se dovedise a fi un aliat de încredere, și astfel s-a consolidat alianța anglo-portugheză care durează și astăzi.
După moartea lui Ioan al Castiliei în 1390, căruia Beatrice nu i-a dat moștenitori, Ioan I a domnit în pace, căutând dezvoltarea economică a țării. Singura acțiune militară importantă a fost asedierea și cucerirea orașului Ceuta, în 1415. Scopul lui Ioan era să controleze navigația de pe coasta africană. Privind lucrurile cu perspectivă, a fost primul pas spre deschiderea lumii arabe către Europa medievală, și a dus la Epoca Descoperirilor, exploratorii portughezi navigând pe întreg Globul.
Contemporanii îl descriu pe Ioan I al Portugaliei ca pe un om spiritual, care a încercat să concentreze puterea în mâinile sale, dar care pe de altă parte avea un caracter binevoitor și generos. Educația primită în tinerețe ca maestru al unui ordin religios, l-a transformat în unul din cei mai culți regi din Evul Mediu. Dragostea pentru cunoaștere și cultură a fost moștenită de fiii săi : Duarte, viitorul rege, a fost poet și scriitor, Petru, duce de Coimbra, a fost unul din cei mai învățați prinți ai timpului său, iar prințul Henric Navigatorul, Duce de Viseu, a fondat o școală de navigație și a investit mult în știință și dezvoltarea subiectelor legate de nautică. În 1430, singura fiică ce i-a supraviețuit, Isabela, s-a căsătorit cu Filip cel Bun, Duce de Burgundia, și s-a bucurat de rafinamentul de la Curtea acestuia; a fost mama lui Carol cel Temerar. 